# Grypotyphlops acutus
Grypotyphlops acutus is een slang uit de familie wormslangen (Typhlopidae).

## Naam en indeling
De wetenschappelijke naam van de soort werd in 1844 als Onychocephalus acutus gepubliceerd door André Marie Constant Duméril en Gabriel Bibron. De soort werd lange tijd in het geslacht Typhlops geplaatst. De soort werd door Wilhelm Peters in 1881 aan het geslacht Grypotyphlops toegewezen en is tegenwoordig de enige vertegenwoordiger van deze monotypische groep.
De geslachtsnaam Grypotyphlops  betekent vrij vertaald 'haakneus-blindogen'. De soortaanduiding acutus betekent vrij vertaald 'voorzien van een scherpe punt'.

### Synoniemen
- Onychocephalus unilineatus Duméril & Bibron, 1844
- Typhlops russellii Gray, 1845
- Onychocephalus westermanni Lütken, 1863[3]
- Typhlops excipiens Jan, 1864
- Onychocephalus malabaricus Beddome, 1875 (nomen nudum)
- Typhlops psittacus Werner, 1903

## Uiterlijke kenmerken
De slang bereikt een lichaamslengte tot ongeveer 63 centimeter. De kop is moeilijk te onderscheiden van het lichaam door het ontbreken van een duidelijke insnoering. De ogen zijn relatief klein en worden bedekt met schubben. De bek is snavel-achtig en is omlaag gekromd. De slang heeft 24 tot 30 rijen schubben in de lengte op het midden van het lichaam en 448 tot 526 rijen schubben over het gehele lichaam.
De lichaamskleur is bruin tot geel- of grijsbruin, de onderzijde heeft een lichtere kleur.

## Levenswijze
De vrouwtjes zetten eieren af.

## Verspreiding en habitat
De soort komt voor in delen van Azië en leeft endemisch in India. De habitat bestaat uit vochtige tropische en subtropische bossen, zowel in laaglanden als in bergstreken. Ook in door de mens aangepaste streken zoals weilanden en plantages kan de slang worden gevonden. De soort is aangetroffen op een hoogte van ongeveer 10 tot 700 meter boven zeeniveau.

## Beschermingsstatus
Door de internationale natuurbeschermingsorganisatie IUCN is de beschermingsstatus 'veilig' toegewezen (Least Concern of LC).